# 男女共同参画推進本部
男女共同参画推進本部（だんじょきょうどうさんかくすいしんほんぶ）とは、男女共同参画社会の形成の促進に関する施策の円滑かつ効果的な推進を図るために内閣府に設置された組織。
1994年（平成6年）7月12日の閣議決定により、内閣総理大臣を本部長として発足。
なお同時に、1975年（昭和50年）9月23日に総理府に設置されていた婦人問題企画推進本部は廃止された。
男女共同参画を推進するための施策についての方針を検討、決定している。

## 構成員
- 本部長
  - 内閣総理大臣
- 副本部長
  - 内閣官房長官
  - 内閣府特命担当大臣（男女共同参画担当）
- 本部員
  - 総務大臣
  - 法務大臣
  - 外務大臣
  - 財務大臣
  - 文部科学大臣
  - 厚生労働大臣
  - 農林水産大臣
  - 経済産業大臣
  - 国土交通大臣
  - 環境大臣
  - 防衛大臣
  - 国家公安委員会委員長
  - 男女共同参画担当を除く内閣府特命担当大臣